# Clarissa (Vorname)
Clarissa ist ein weiblicher Vorname.

## Herkunft und Bedeutung
Beim Namen Clarissa handelt es sich um eine latinisierte Variante des französischen Vornamens Clarice.

## Verbreitung
In Italien war der Name bereits im ausgehenden 20. Jahrhundert geläufig, stieg jedoch erst im Jahr 2017 in die Hitliste der 100 beliebtesten Mädchennamen auf. Im Jahr 2021 belegte er Rang 79 der Vornamencharts.
In den USA ist der Name geläufig und wurde vor allem in den 1980er und 1990er Jahren vergeben, erreichte jedoch nie die Top-200 der Vornamencharts.
In Deutschland wird der Name eher selten vergeben. Zwischen 2010 und 2022 wurde etwa 900 Mädchen der Name Clarissa gegeben, etwa 200 weitere Mädchen erhielten ihn in der Schreibweise Klarissa. In den 2010er Jahren stand er damit auf Rang 453 der Vornamencharts. Im Jahr 2007 erreichte er Rang 230. Besonders häufig wurde der Name in Sachsen gewählt.

## Varianten
Im Spanischen existiert die Variante Clarisa, im Deutschen wird der Name gelegentlich Klarissa geschrieben.
Für weitere Varianten: siehe Clarice#Varianten

## Namensträger
- Clarissa Ahlers (* 1965), deutsche Juristin, Journalistin und Fernsehmoderatorin
- Clarissa Minnie Thompson Allen (1859–1941), US-amerikanische Pädagogin und Autorin
- Clarissa Ambach, deutsche Filmeditorin
- Clarissa Burt (* 1959), US-amerikanische Schauspielerin und Model
- Clarissa Chun (* 1981), US-amerikanische Ringerin
- Clarissa Claretti (* 1980), italienische Leichtathletin
- Clarissa Corrêa da Silva (* 1990), Fernsehmoderatorin und Redakteurin im deutschen Fernsehen
- Clarissa Crotta (* 1978), Schweizer Springreiterin
- Clarissa Duvigneau (* 1961), deutsche Diplomatin
- Clarissa Eden (1920–2021), britische Adlige und Autorin
- Clarissa Handel (* 1979), deutsche Schauspielerin
- Clarissa Herbst (* 1981), deutsche Lehrerin und Politikerin (SPD), Mitglied der Hamburgischen Bürgerschaft
- Clarissa Knorr (* 1972), deutsche Schauspielerin und Sprecherin
- Clarissa Larisey (* 1999), kanadische Fußballspielerin
- Clarissa Lohde (1836–1915), deutsche Schriftstellerin
- Clarissa Pinkola Estés (* 1945), US-amerikanische Ureinwohnerin, Psychoanalytikerin, Dichterin und Schriftstellerin
- Clarissa von Reinhardt (* 1965), deutsche Hundetrainerin und Verlegerin
- Clarissa Stadler (* 1966), österreichische Journalistin, Moderatorin und Schriftstellerin
- Clarissa Thibeaux (* 1990), US-amerikanische Schauspielerin
- Clarissa Vierke (* 1979), deutsche Afrikanistin, Sprach- und Literaturwissenschaftlerin
- Clarissa Ward (* 1980), US-amerikanische Fernsehjournalistin